# Otmar Kučera
Generálmajor Otmar Kučera (13. července 1914 Juliánov – 6. června 1995 Brno) byl československý stíhací pilot, který během 2. světové války létal v Royal Air Force. V letech 1944–1945 byl velitelem 313. stíhací perutě, po roce 1948 perzekvován. Za svoji službu obdržel vysoká československá a britská vojenská vyznamenání.

## Před válkou
Otmar Kučera se narodil v Juliánově u Brna v rodině klempíře. Vyučil se zámečníkem a poté nastoupil do VLU v Prostějově. Po ukončení pokračovacího výcviku nastoupil v roce 1935 k Leteckému pluku 2 "Edvarda Beneše" v Olomouci. Na podzim roku 1938 sloužil v Piešťanech a ve Vigľaši, po přijetí Mnichovské dohody se vrátil do Olomouce a po obsazení ČSR byl demobilizován. Do té doby nalétal v armádě 665 hodin.

## Za války

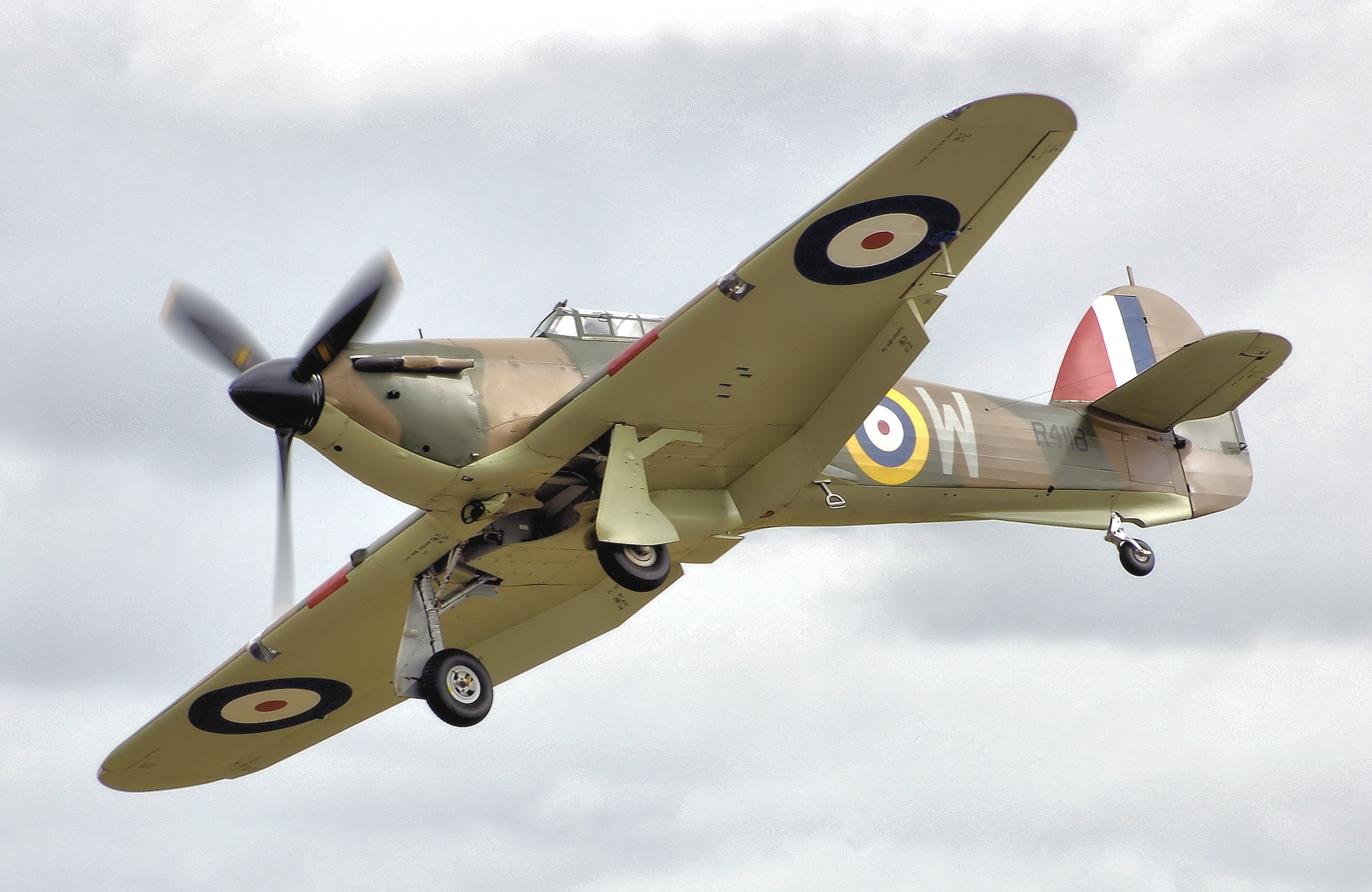
Hawker Hurricane

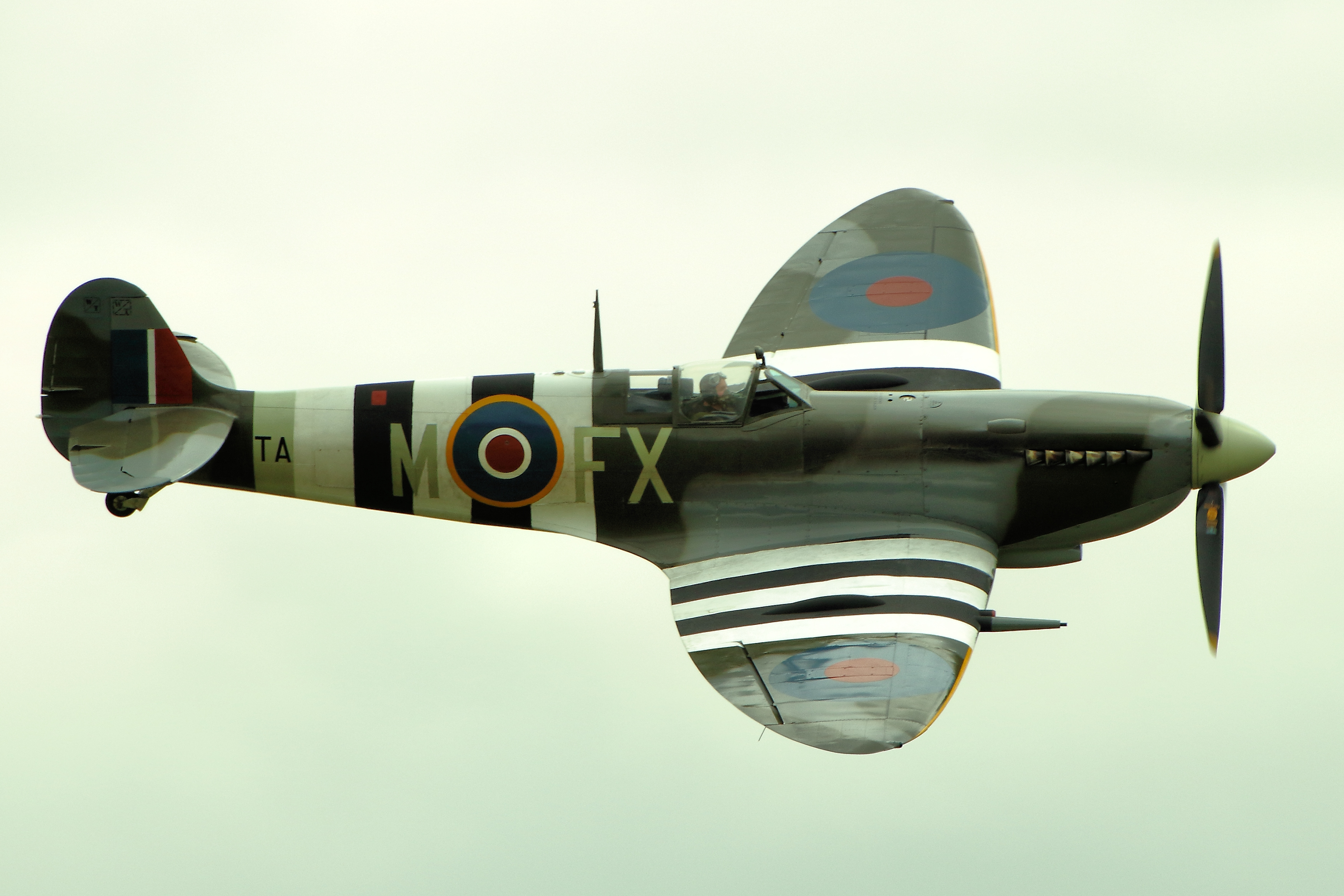
Supermarine Spitfire

Na Štědrý den roku 1939 spolu s J. Kotáskem a J. Dohnalem na druhý pokus Otmar Kučera opustil přes Slovensko a Maďarsko tehdejší Protektorát Čechy a Morava. Přes Jugoslávii, Řecko a Turecko pokračovali do Palestiny a 24. února 1940 odpluli francouzskou lodí Providence do Francie, aby se připojili k čs. armádě v Agde, poté byl zařazen k leteckému výcviku. Pro zhroucení francouzského vojenského odporu do bojů nezasáhl, v červnu 1940 odplul do Velké Británie.
Po přeškolení na stíhací Hawker Hurricane u 6. OTU v Sutton Bridge byl O. Kučera zařazen v říjnu 1940 do svazku 111. peruti RAF, tehdy ve Skotsku, kde sloužil mj. s Miroslavem Mansfeldem a Josefem Příhodou a kde dosáhl prvních dvou sestřelů. V dubnu 1941 byl přeložen k 312. čs. peruti, u níž zaznamenal tři vzdušná vítězství. V dubnu 1942 přešel k 313. čs. peruti, už jako Pilot Officer. Po dolétání operačního turnusu v červnu 1942 a následném odpočinku se v lednu 1943 vrátil do sestavy 313. peruti, s níž podnikal lety nad obsazenou Evropou a dosáhl dalších dvou sestřelů. Byl jmenován velitelem letky B a v listopadu 1944 velitelem celé 313. čs. peruti. V této funkci setrval až do konce války, během níž nalétal 550 operačních hodin.

## Po válce
Otmar Kučera přivedl do ČSR 313. peruť na nových Spitfirech LF.Mk.IXE. Byla umístěna v Brně a reorganizována do dvou pluků. Zástupcem velitele jednoho z nich se v r. 1946 stal kpt. Otmar Kučera. V roce 1948 se už jako major stal velitelem stíhacího pluku, ale roku 1949 byl z armády propuštěn a posléze degradován. Pracoval pak převážně manuálně (kopáč štěrku, závozník apod.). V roce 1963 byl rehabilitován, byla mu vrácena hodnost, v 90. letech byl pak vyznamenán řádem M. R. Štefánika a povýšen na generála. O. Kučera zemřel v Brně na rakovinu.

## Vyznamenání
- Československý válečný kříž 1939, udělen 5×
- Československá medaile Za chrabrost před nepřítelem, udělena 3×
- Československá vojenská medaile za zásluhy, I. stupeň
- Pamětní medaile československé armády v zahraničí , se štítkem Francie a Velká Británie
- Řád Milana Rastislava Štefánika, III. třída
- Záslužný letecký kříž
- Letecký kříž[4] (Spojené království)
- The 1938–1945 Star with Battle of Britain Clasp[5] (Spojené království)
- Aircrew Europe Star[6] (Spojené království)
- Defence Medal[7] (Spojené království)
- War Medal[8] (Spojené království)[9][10]

Památka :
- V nově vznikající čtvrti Nová Zbrojovka v Brně bude pojmenováno náměstí po letci RAF a brněnskému rodákovi Otmaru Kučerovi. 